# 1378
- Wikisource

| Calendário gregoriano                                                        | 1378 MCCCLXXVIII                                     |
| Ab urbe condita                                                              | 2131                                                 |
| Calendário arménio                                                           | 827 – 828                                            |
| Calendário bahá'í                                                            | -466 – -465                                          |
| Calendário budista                                                           | 1922                                                 |
| Calendário chinês                                                            | 4074 – 4075 Início a 29 de janeiro (aproximadamente) |
| Calendário copta                                                             | 1094 – 1095                                          |
| Calendário etíope                                                            | 1370 – 1371                                          |
| Calendários hindus - Vikram Samvat - Calendário nacional indiano - Cáli Iuga | 1433 – 1434 1299 – 1300 4478 – 4479                  |
| Calendário Holoceno                                                          | 11378                                                |
| Calendário islâmico                                                          | 780 – 781                                            |
| Calendário judaico                                                           | 5138 – 5139                                          |
| Calendário persa                                                             | 756 – 757                                            |
| Calendário rúnico                                                            | 1628                                                 |
| Calendário solar tailandês                                                   | 1921                                                 |

1378 (MCCCLXXVIII, na numeração romana) foi um ano comum do século XIV do Calendário Juliano, da Era de Cristo, a sua letra dominical foi C (52 semanas), teve início a uma sexta-feira e terminou também a uma sexta-feira.
| Ano completo                       |
| ---------------------------------- |
| Ano comum com início à sexta-feira |

## Eventos
- 20 de Setembro - Eleição do Antipapa Clemente VII em oposição a Urbano VI: início do Grande Cisma do Ocidente.

## Nascimentos
- 31 de Dezembro - Calisto III, 209.º papa.
- Christian Rosenkreuz, cavaleiro medieval e fundador da Ordem Rosacruz (m. 1459).